# Мідволде
Мідволде (нід. Midwolde, нід. вимова: [mɪdˈʋɔl.də]) — село в нідерландській провінції Гронінген. Входить до муніципалітету Вестерквартір. Його населення станом на 2021 рік складало 185 осіб.

## Галерея

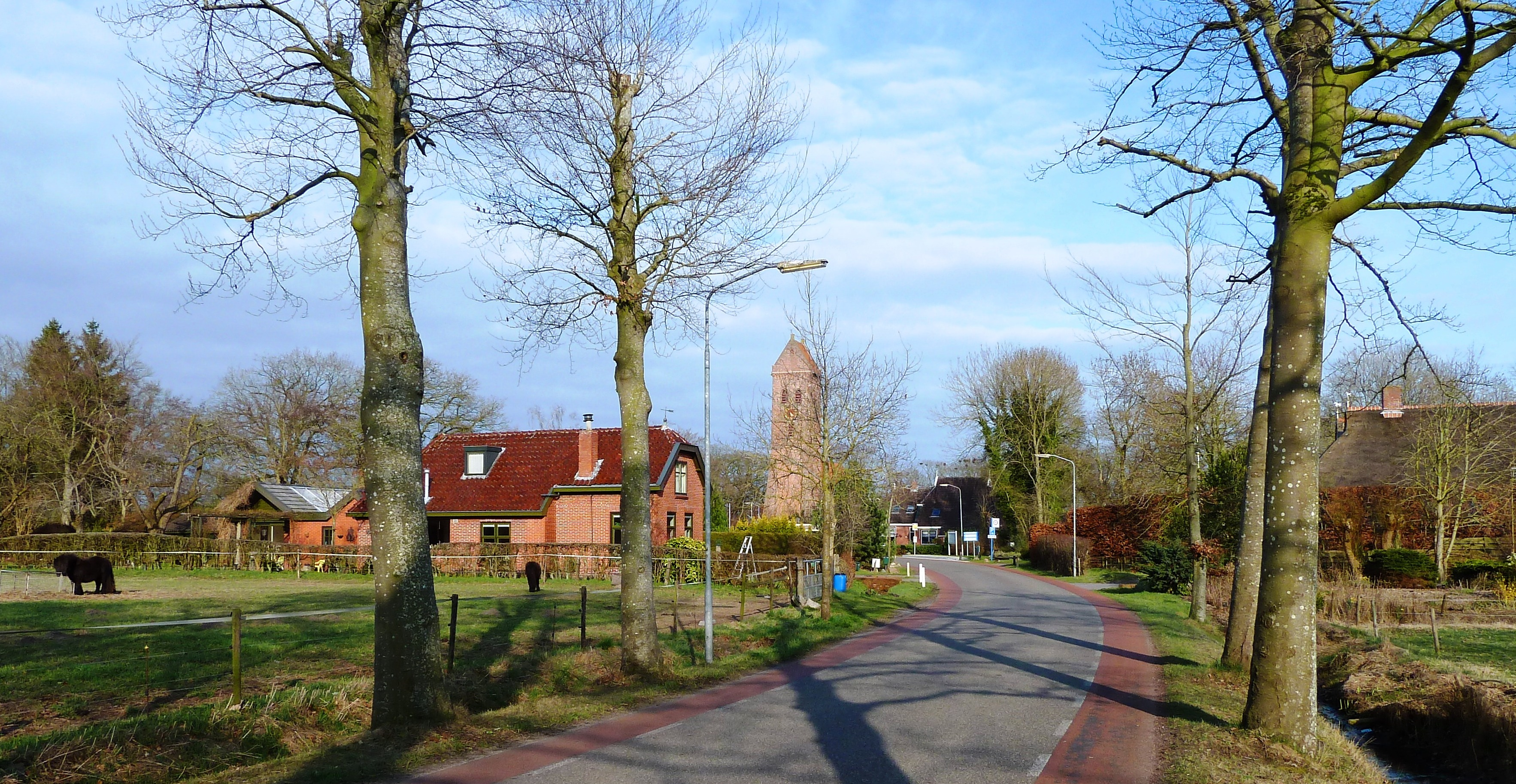
Сільська панорама
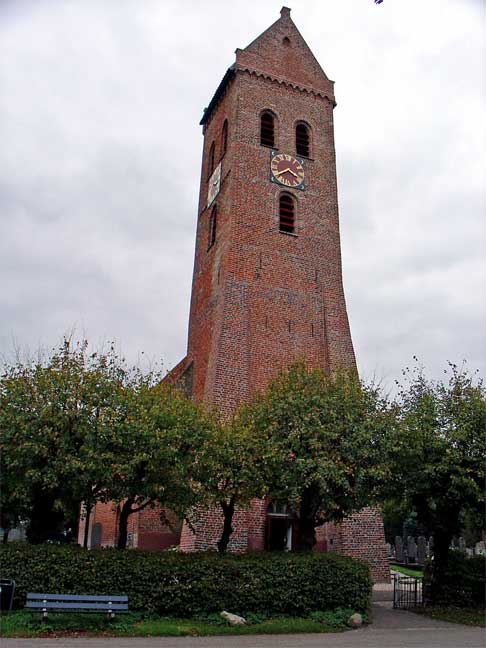
Церква у Мідволде
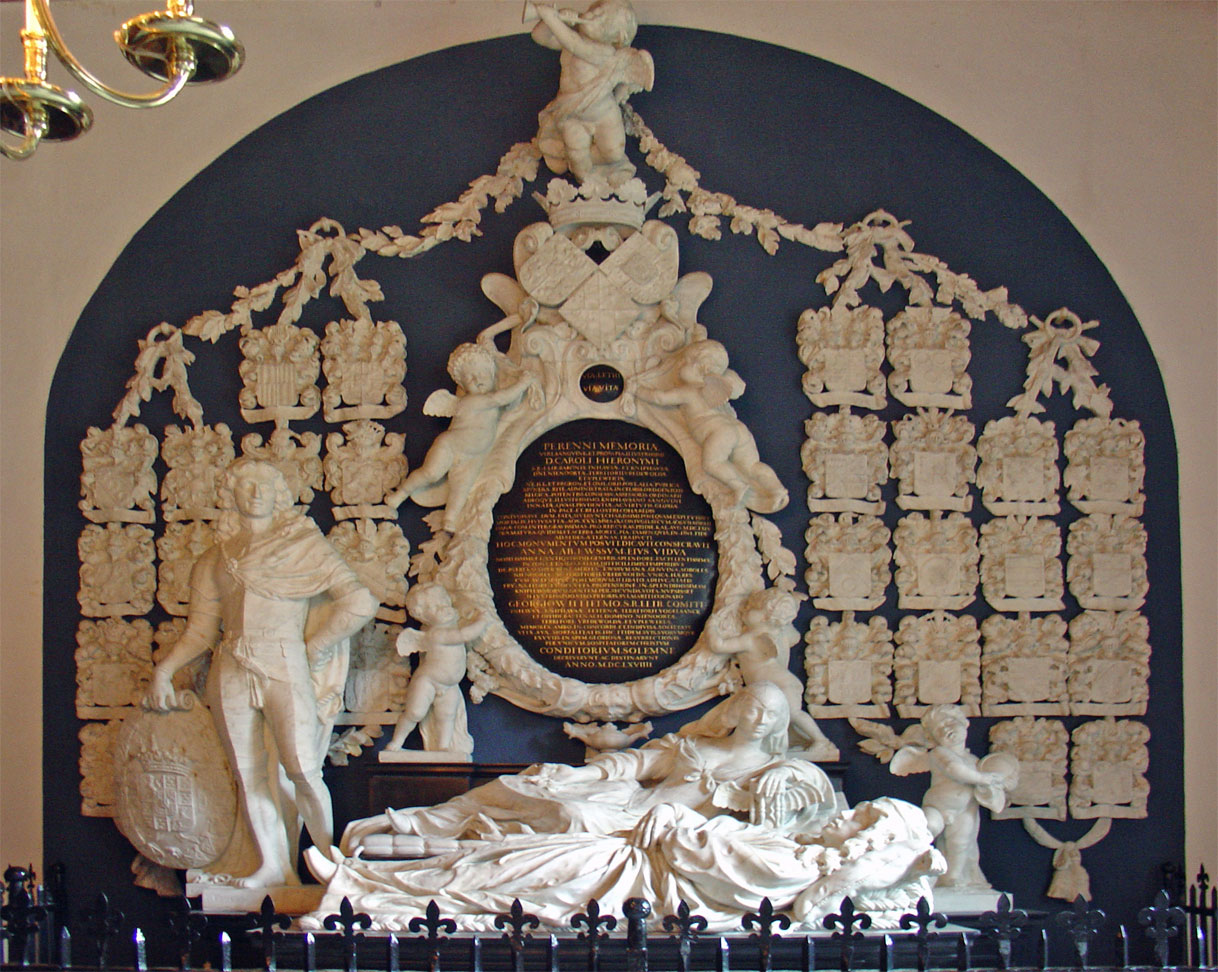
Надгробок у церкві